# Johann Friedrich von Lesgewang
Johann Friedrich von Lesgewang (* 11. Juli 1681; † 10. Februar 1760 in Königsberg (Preußen)) war ein königlich preußischer Staatsminister, Kriegsrat und Mitglied des geheimen Ratskollegiums von König Friedrich Wilhelm I. von Preußen.

## Leben
Johann Friedrich entstammte der alten ostpreußischen Adelsfamilie von Lesewang (auch Lessgewang). Sein Vater Andreas von Lesgewang (1628–1704) war königlich preußischer Geheimrat und seit 1669 Hofrichter. Er wurde Erbherr auf Gründen und Barthen. Seine Mutter Maria Lovisa (1661–1730) war eine geborene von Mühlheim.
Lesgewang schrieb sich im September 1696 an der Albertina in Königsberg ein und ging im Jahre 1700 auf Kavalierstour. 1706 erhielt er den Titel eines Kammerjunkers. 1711 wurde er Amtshauptmann in Neidenburg und Soldau und von 1715 bis 1724 in Ragnit. 1721 ernannte man Lesgewang zum geheimen Kriegsrat und Kommissariatsdirektor, sowie am 22. Juni 1726 zum wirklichen geheimen Etatrat. Bereits im Februar 1723 übernahm er als Präsident die Kriegs- und Domänenkammer in Königsberg. Außerdem übertrug man ihm gleichzeitig das Amt des Direktors der königlichen Magazine und des Tabaksteuerkollegiums sowie, als Präsident, die Leitung des ostpreußischen Kommerz- und Admiralitätskollegiums und des Oberappellationsgerichts in Königsberg.
Er gehörte jetzt zu den engen Vertrauten des preußischen Königs Friedrich Wilhelm I. Für seine Verdienste erhielt Lesgewang im Juli 1739 den Schwarzen Adlerorden, die höchste Auszeichnung des Königreiches Preußen. Als Erbherr des Grundbesitzes Groß Klingbeck bei Poplitten begründete er die Lesgewangsche Stiftung in der Junkergasse in Burgfreiheit in Königsberg. Das Damenstift hatte eine eigene Gerichtsbarkeit und war von Abgaben befreit. Es wurde erst 1968 aufgelöst.
1746 gab er auf eigenen Wunsch die Leitung der Kriegs- und Domänenkammer ab, blieb aber weiterhin Mitglied der preußischen Regierung. 1752 legte er auch die Präsidentschaft des Königsberger Kommerzkollegiums nieder. Sein Nachfolger wurde Valentin von Massow. Als einer der wenigen preußischen Beamten verweigerte er der russischen Besatzung 1758, während des Siebenjährigen Krieges die Huldigung. Johann Friedrich von Lesgewang starb bereits erblindet am 10. Februar 1760 im Alter von 78 Jahren in Königsberg. Sein schriftlicher Nachlass mit einer Laufzeit von 1725 bis 1745, befindet sich im Geheimen Staatsarchiv Preußischer Kulturbesitz in Berlin.